# 5-氯吲哚-3-甲醛
5-氯吲哚-3-甲醛是一种有机化合物，化学式为C9H6ClNO。它可由5-氯吲哚和二甲基甲酰胺在三氯氧磷的存在下反应得到。它和硝基甲烷反应，可以得到5-氯-3-(2-硝基乙烯基)吲哚。它和苯磺酰氯反应，可以得到5-氯-1-苯磺酰基吲哚-3-甲醛。